# ۱-تترادکانول
تترادکانول-۱ (به انگلیسی: 1-Tetradecanol) یک ترکیب شیمیایی است. 